# Sotto sequestro
Sotto sequestro (Bel Canto) è un film del 2018 diretto da Paul Weitz con protagonisti Julianne Moore e Ken Watanabe.
La pellicola è l'adattamento cinematografico del romanzo del 2001 Belcanto (Bel Canto) scritto da Ann Patchett, a sua volta ispirato ad eventi reali.

## Trama
Il film è ispitato alle vicende della crisi dell'ambasciata giapponese a Lima del 1996. Alcuni ostaggi tra cui un soprano, il vicepresidente del Perù e l'ambasciatore francese, rimasero prigionieri di militanti rivoluzionari nella residenza del vice presidente Ruben Ochoa.

## Produzione
Le riprese del film sono iniziate il 13 febbraio 2017 a New York.

## Promozione
Il primo trailer del film viene diffuso il 7 agosto 2018.

## Distribuzione
La pellicola è stata distribuita nelle sale cinematografiche statunitensi a partire dal 14 settembre 2018. In Italia ha debuttato direttamente nel mercato home video il 2 maggio 2019.